# Troglodyte à poitrine blanche
Henicorhina leucosticta
Espèce
Statut de conservation UICN

 LC  : Préoccupation mineure
Le Troglodyte à poitrine blanche (Henicorhina leucosticta) est une espèce d'oiseau de la famille des Troglodytidae.
Son aire s'étend de l'est du Mexique au nord-ouest de l'Amazonie et le plateau des Guyanes.